# Association Sportive Vita Club
Association Sportive Vita Club, também conhecido como AS Vita Club, é um clube de futebol da cidade de Quinxassa, na República Democrática do Congo.

## História
Fundado em 1935, possui 15 títulos da Linafoot, a divisão de elite do futebol congolês, e divide com o Mazembe e o Motema Pembe o status de maior vencedor desta liga.[carece de fontes?]
Internacionalmente, disputou três vezes a final da Liga dos Campeões da CAF, tendo conquistado a taça em 1973. Graças a esta conquista, foi considerado pela Federação Internacional de História e Estatísticas do Futebol como o décimo quinto melhor clube africano do século XX, e segundo do país, ficando atrás apenas do Mazembe.

## Títulos
| CONTINENTAIS                   | CONTINENTAIS                 | CONTINENTAIS | CONTINENTAIS                                                                                |
|                                | Competição                   | Títulos      | Temporadas                                                                                  |
| ------------------------------ | ---------------------------- | ------------ | ------------------------------------------------------------------------------------------- |
|                                | Liga dos Campeões da CAF     | 1            | 1973                                                                                        |
| NACIONAIS                      |                              |              |                                                                                             |
|                                | Competição                   | Títulos      | Temporadas                                                                                  |
| República Democrática do Congo | Campeonato Nacional do Congo | 15           | 1970, 1971, 1972, 1973, 1975, 1977, 1980, 1988, 1993, 1997, 2003, 2010, 2015, 2018, 2020–21 |
| República Democrática do Congo | Copa do Congo                | 10           | 1971, 1972, 1973, 1975, 1977, 1981, 1982, 1983, 2001, 2024                                  |
| República Democrática do Congo | Supercopa do Congo           | 1            | 2015                                                                                        |

## Elenco
Atualizado em 21 de Janeiro de 2021.
Legenda
- : Capitão
- : Jogador suspenso
- : Jogador lesionado

### Destaques
Liga dos Campeões da CAF
- vice-campeão:1981, 2014.

Copa das Confederações da CAF
- vice-campeão:2018